# Chapelle Sainte-Sabine de Saint-Étienne-lès-Remiremont
Pour les articles homonymes, voir Sainte-Sabine.
La chapelle Sainte Sabine se situe sur le territoire de Saint-Étienne-lès-Remiremont, commune française du département des Vosges en région Lorraine.

## Géographie
Le site est localisé sur la montagne du Fossard, au lieu-dit qui porte le nom de la sainte. On peut accéder à la chapelle par Saint-Étienne-lès-Remiremont, Saint-Amé ou Cleurie.

## Histoire

### Sainte Sabine

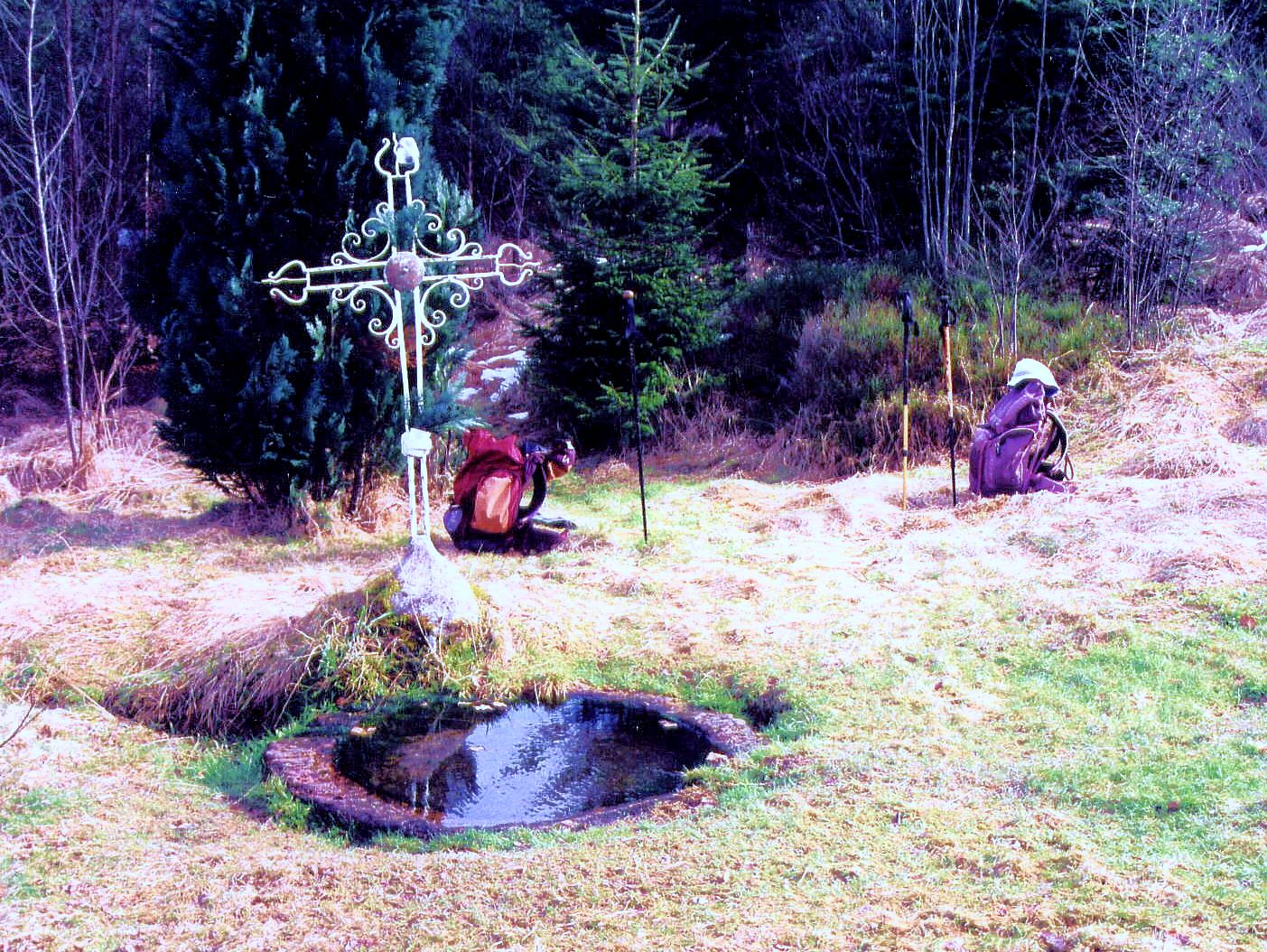
La source Sainte-Sabine.

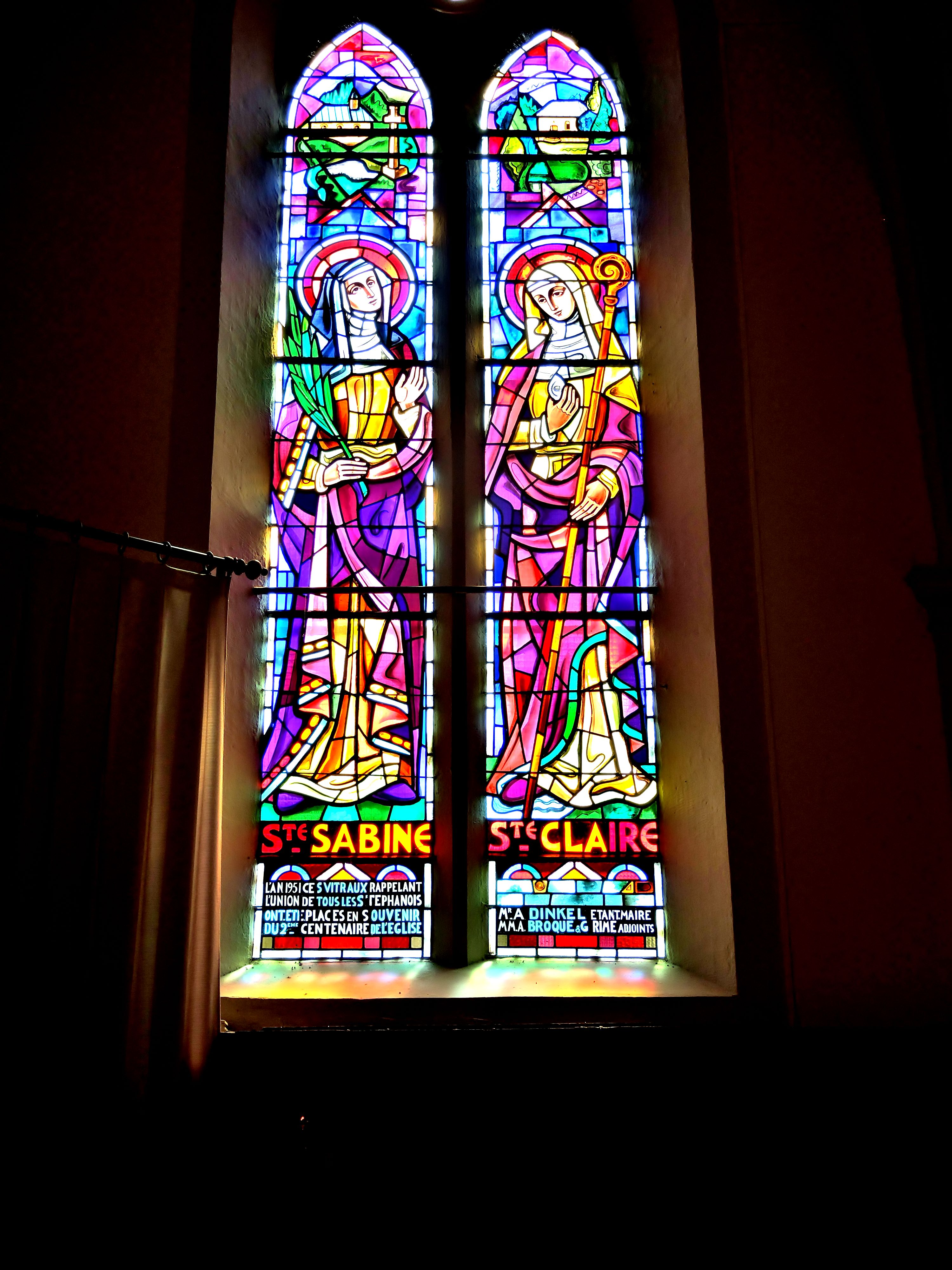
Église de l’Invention : vitraux représentant Sainte Sabine et Sainte Claire

Suivant la légende, Sainte Sabine aurait péri lors de l’invasion des Hongrois.
La légende dit qu'un barbare trancha la tête de la sainte d'un seul coup de glaive, mais qu'une force mystérieuse arracha le glaive de la main du meurtrier et le projeta dans le bassin qui où il surnagea malgré son poids. L'eau de la fontaine donnerait la force aux faibles et la santé aux malades, d’où l’invocation « O., Sainte-Sabine, faites que tout mal affine ». Elle posséderait aussi la vertu de prédire avec certitude les mariages. Les jeunes filles y jettent une épingle : si celle-ci surnage, le mariage aura lieu dans l’année... !
Une autre tradition rapporte qu’à la même époque des huns, Sainte-Sabine, nonne du St-Mont, se retira dans la montagne pour y mener une vie érémitique et  contemplative, et qu’elle mourut en ce lieu en odeur de sainteté.
Quelle que soit la tradition vraie, le lieu de « Sainte-Sabine » attira, pendant des siècles, de nombreux pèlerins. Ce pèlerinage s'y tient, chaque année encore, le 29 août (fête de Sainte-Sabine de Rome).

### La chapelle Sainte-Sabine et le site du Fossard
Cette chapelle actuelle, due à la piété d'une chanoinesse de Remiremont, a été construite au XVIIIe siècle, sur l'oratoire primitif comme en témoignent les vestiges réemployés pour la reconstruction de celle-ci comme le soubassement, taillé en talus qui date de la chapelle primitive du XIe siècle ou XIIe siècle. 
À proximité de la chapelle se trouve une "fontaine dite miraculeuse", déplacée en 1954, sa source ayant été captée par la commune de St-Amé.
Une croix en grès du XVIIe siècle ou XVIIe siècle est encore visible sur le site et, sur le sentier de randonnées, la pierre Pierre Fitte, dite aussi « Pierre Kerlinquin »,.
Dominant un bassin circulaire de la fontaine, transférée un peu plus bas une croix en fer forgé a été installée, probablement au XIXe siècle.
Des vitraux représentent Sainte Sabine et Sainte Claire, dans le chœur de l'église de l'Invention de Saint-Étienne-lès-Remiremont, avec la légende "L'An 1951, ces vitraux rappelant l'union de tous les stéphanois, placés en souvenir du 2e centenaire de l'église".

## Description
Oratoire primitif du XVIIIe siècle, signalé en 1910, situé à l'emplacement d'un oratoire du XVIIIe siècle, dont il reste peut-être le linteau en grès massif de forme semi-circulaire sur la porte nord aujourd'hui murée,.